# Arnd Czapek

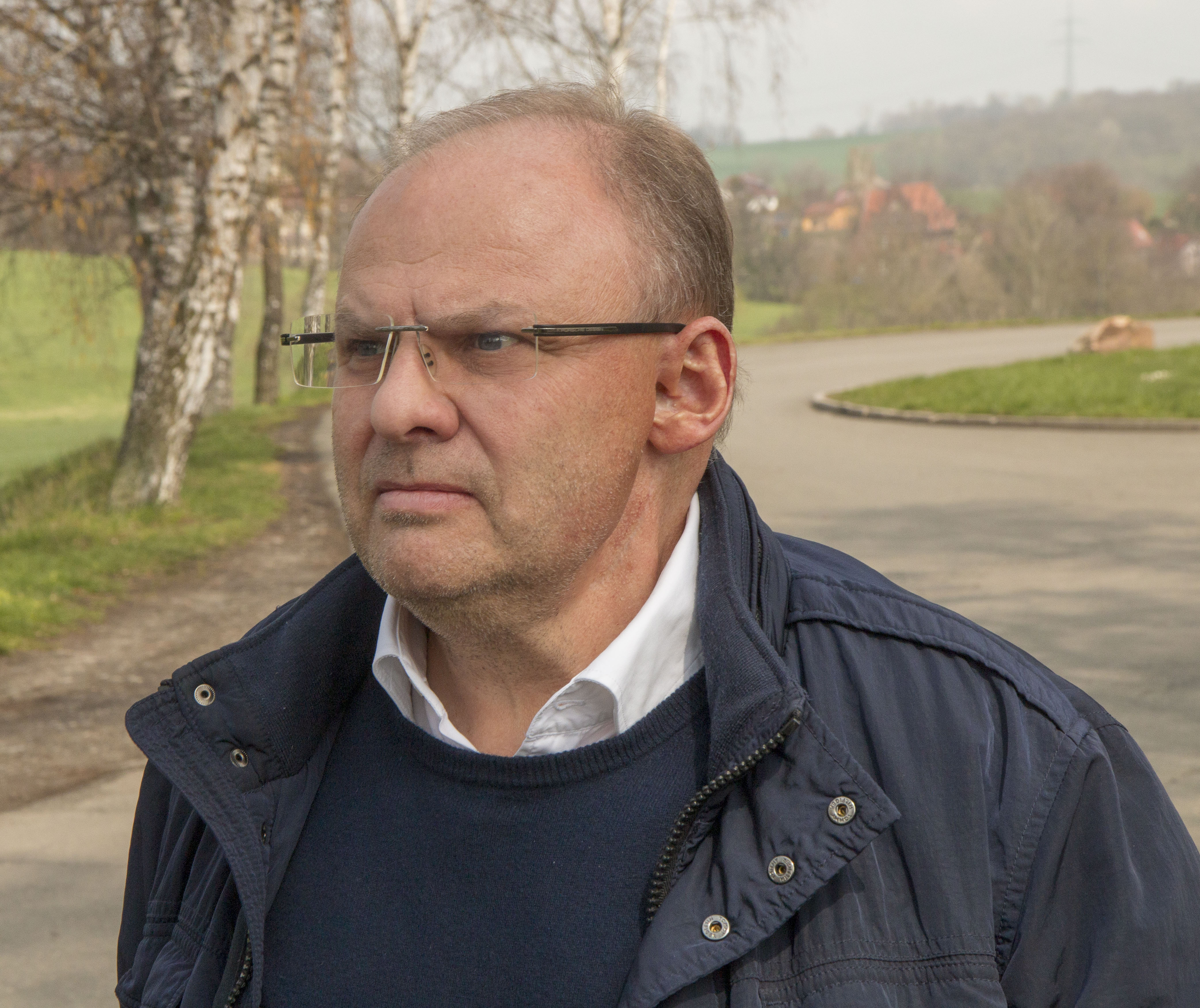
Arnd Czapek (2021)

Arnd Czapek (* 9. Februar 1964 in Halle (Saale)) ist ein deutscher Politiker (CDU). Von 2011 bis 2016 war er Abgeordneter im Landtag von Sachsen-Anhalt.

## Leben und Beruf
Czapek wuchs in Loitzschütz auf. Er schloss die Schulzeit in Heuckewalde und Droßdorf mit der mittleren Reife ab und ließ sich im Handwerk zum Bau- und Möbeltischler ausbilden. Er war Facharbeiter im erlernten Beruf in Zeitz und Bauleiter in der Firma Jan Schwarz Dachdecker GmbH in Kretzschau und Heuckewalde.
Czapek wurde mit Urteil des Amtsgerichts Halle (Saale) vom 15. November 2018 wegen Betruges im Zusammenhang mit der Beantragung von Fluthilfegeldern zu einer Freiheitsstrafe von acht Monaten verurteilt, deren Vollstreckung zur Bewährung ausgesetzt wurde. Im Jahr 2013 hatte er 65.000 Euro Fluthilfegelder für ein bereits vor seiner Überflutung baufälliges Haus an der Weißen Elster in Zeitz erhalten. Die Investitionsbank Sachsen-Anhalt forderte später die gesamte ausgereichte Förderung in Höhe von rund 300.000 Euro zurück. Auf die Berufungen von Czapek und der Staatsanwaltschaft, die eine zur Bewährung ausgesetzte Freiheitsstrafe von einem Jahr und vier Monaten gefordert hatte, sprach ihn das Landgericht Halle mit Urteil vom 16. Juni 2020 von dem Vorwurf des Betrugs frei. Auf die Revision der Staatsanwaltschaft hob das Oberlandesgericht Naumburg den Freispruch mit Urteil vom 15. Januar 2021 auf. Nachdem Czapek und die Staatsanwaltschaft ihre Berufungen am 9. Januar 2023 zurückgenommen haben, ist das Urteil des Amtsgerichts Halle (Saale) seit diesem Tag rechtskräftig.

## Politik
Czapek gehört dem Rat der Verbandsgemeinde Droyßiger-Zeitzer Forst an und ist im Rat der Gemeinde Gutenborn. Dem Kreistag des Burgenlandkreises gehört er seit der Kommunalwahl 2014 an. Bei der Wahl 2019 wurde er wiedergewählt. Er ist seit 2014 stellvertretender Vorsitzender der CDU/FDP-Fraktion und Mitglied im Wirtschafts- und Landwirtschaftsausschuss des Kreistages.

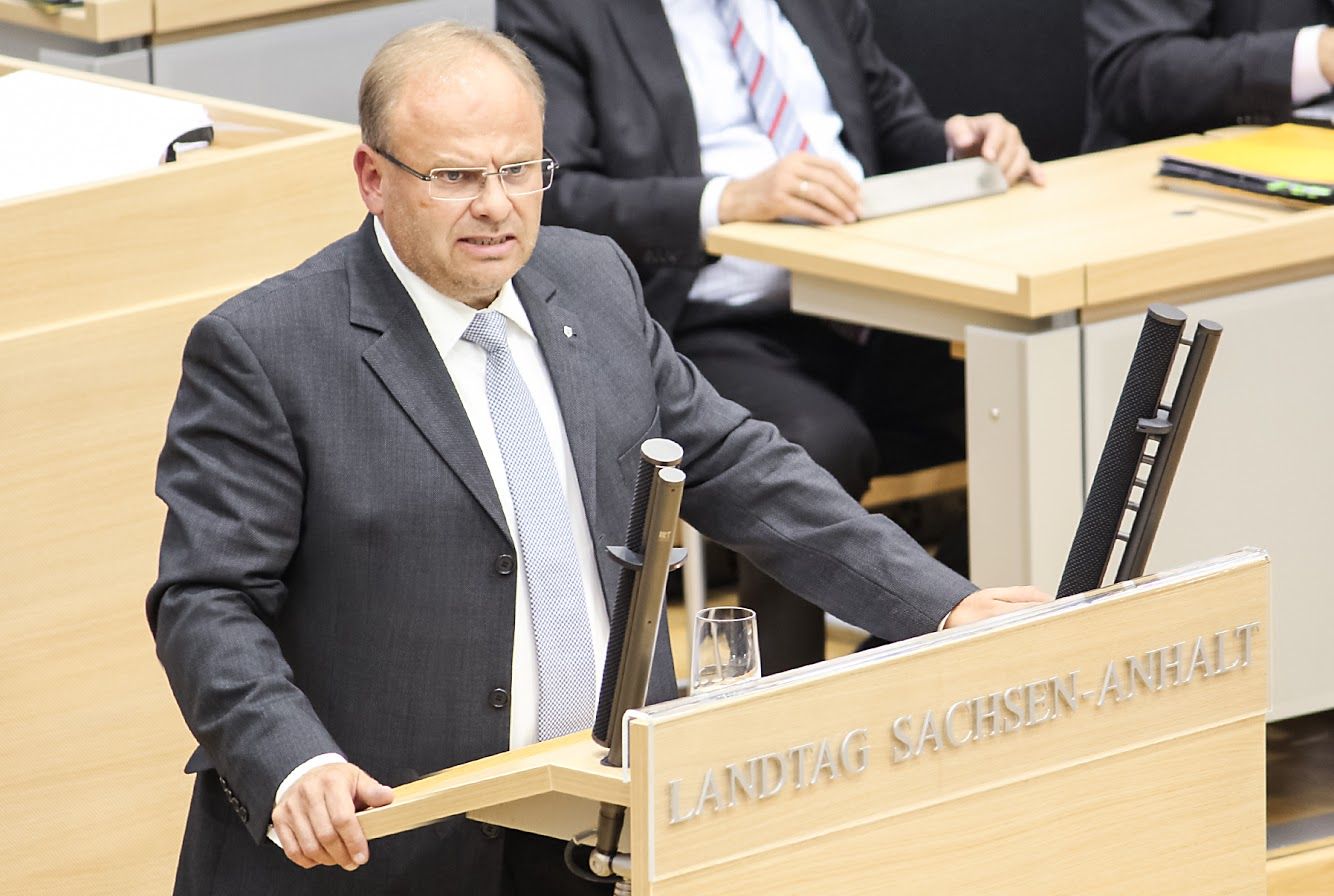
Czapek im Plenum des Landtages

Bei der Landtagswahl 2011 gewann er das Direktmandat im Landtagswahlkreis Zeitz und saß bis 2016 im Landtag von Sachsen-Anhalt. 2016 kandidierte er erfolglos bei der Wahl zum Bürgermeister der Verbandsgemeinde Droyßiger-Zeitzer Forst. Bei der Landtagswahl in Sachsen-Anhalt 2016 unterlag er im Kampf um das Direktmandat André Poggenburg von der AfD; da sein Listenplatz zum Einzug nicht ausreichte, schied er somit aus dem Landtag aus.
Er war Mitglied im Ausschuss für Wirtschaft, Wissenschaft und Digitalisierung und im Ausschuss für Ernährung, Landwirtschaft und Forsten.
Czapek wurde im August 2020 als Kandidat seiner Partei im Landtagswahlkreis Zeitz für die Wahl 2021 nominiert und im Februar 2021 auf Platz 30 der Landesliste der CDU Sachsen-Anhalt. Er erreichte bei der Wahl 26,1 % und unterlag knapp dem Kandidaten der AfD. Czapek ist erster Nachrücker auf der Landesliste des CDU-Landesverbandes.